# Euagra
Euagra is een geslacht van vlinders van de familie spinneruilen (Erebidae), uit de onderfamilie Arctiinae.

## Soorten
- E. angelica Butler, 1876
- E. azurea Walker, 1854
- E. caerulea Dognin, 1891
- E. cerymica Druce, 1893
- E. coelestina Cramer, 1782
- E. chica Hampson, 1898
- E. delectans Schaus, 1911
- E. fenestra Walker, 1854
- E. haemanthus Walker, 1854
- E. intercisa Butler, 1876
- E. klagesi Rothschild, 1912
- E. latera Druce, 1890
- E. monoscopa Kaye, 1919
- E. perpasta Draudt, 1917
- E. seraphica Draudt, 1917
- E. splendida Butler, 1876